# Język bonggo
Język bonggo (bongo), także: bgu (bogu), bgufinti, armopa – język austronezyjski używany w prowincji Papua w Indonezji (dystrykt Bonggo, kabupaten Sarmi). Z danych szacunkowych wynika, że w 2007 roku mówiło nim 200 osób. W 1975 roku miał 432 użytkowników.
Posługuje się nim lud Bgu (Bogu), zwany również Bonggo lub Armopa. Sami określają się jako „Bgu”.
Zagrożony wymarciem. W użyciu są również języki malajski papuaski i indonezyjski.
Nie wykształcił piśmiennictwa.